# Timothy T. Ansberry

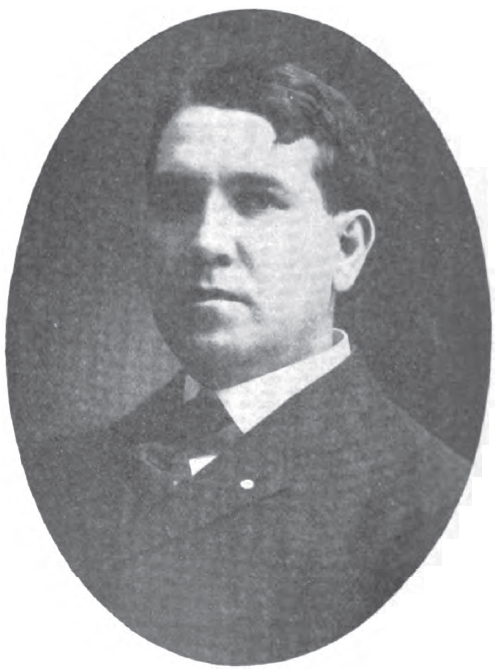
Timothy T. Ansberry, 1906

 Timothy Thomas Ansberry (* 24. Dezember 1871 in Defiance, Ohio; † 5. Juli 1943 in New York City) war ein US-amerikanischer Jurist und Politiker. Zwischen 1907 und 1915 vertrat er den Bundesstaat Ohio im US-Repräsentantenhaus.

## Werdegang
Timothy Ansberry besuchte die öffentlichen Schulen seiner Heimat und studierte danach an der University of Notre Dame in Indiana. Zwischen 1893 und 1895 war er Friedensrichter in Defiance. Nach einem Jurastudium und seiner Zulassung als Rechtsanwalt begann er in Defiance in diesem Beruf zu arbeiten. Zwischen 1895 und 1903 war er Staatsanwalt im Defiance County. Gleichzeitig schlug er als Mitglied der Demokratischen Partei eine politische Laufbahn ein. Im Jahr 1904 kandidierte er noch erfolglos für das US-Repräsentantenhaus.
Bei den Kongresswahlen des Jahres 1906 wurde Ansberry dann aber im fünften Wahlbezirk von Ohio in das US-Repräsentantenhaus in Washington, D.C. gewählt, wo er am 4. März 1907 die Nachfolge des Republikaners William Wildman Campbell antrat. Nach drei Wiederwahlen konnte er bis zu seinem Rücktritt am 9. Januar 1915 im Kongress verbleiben. Von 1911 bis 1913 war er Vorsitzender des Wahlausschusses Committee on Elections No. 1. Während seiner Zeit im Kongress wurden der 16. und der 17. Verfassungszusatz ratifiziert.
Ansberrys Rücktritt erfolgte nach seiner Ernennung zum beisitzenden Richter am Ohio Court of Appeals. Dieses Amt bekleidete er bis 1916. In diesem Jahr zog er in die Bundeshauptstadt Washington, wo er bis zu seinem Tod als Anwalt praktizierte. In den Jahren 1920 und 1924 war er Delegierter zu den jeweiligen Democratic National Conventions. Timothy Ansberry starb am 5. Juli 1943 in New York und wurde in Washington beigesetzt.